# فينتشنزو مانغاياكابري
فينتشنزو مانغاياكابري (بالإيطالية: Vincenzo Mangiacapre)‏ (مواليد 17 يناير 1989) هو ملاكم إيطالي، مثّل بلاده في الألعاب الأولمبية الصيفية 2012.

## روابط خارجية
فينتشنزو مانغاياكابري على موقع بوكس ريك (الإنجليزية) (registration required)
- فينتشنزو مانغاياكابري على موقع اللجنة الأولمبية الدولية (الإنجليزية)
- فينتشنزو مانغاياكابري على موقع أوليمبيديا (الإنجليزية)
- فينتشنزو مانغاياكابري على موقع اللجنة الأولمبية الإيطالية (الإيطالية)